# Butrymańce (gmina)
Gmina Butrymańce (lit. Butrimonių seniūnija) – gmina w rejonie solecznickim okręgu wileńskiego na Litwie.
Polacy stanowią 95,2% ludności gminy.

## Miejscowości
Miejscowości w gminie Butrymańce: Butrymańce, Czurańce, Dojlidy, Gudakompie, Janczuny, Janiańce, Jundziliszki, Jurgańce, Kuże, Łowkieniki, Maciuny, Mackiszki, Narkuszki, Nowickiszki, Nowosady, Pasieka, Porojść, Posol, Rakliszki Nowe, Rakliszki Stare, Raściuny, Rezy, Sinodwory, Stawidańce, Strzelce, Wersoczka, Wysokie.